# Староманзырский заказник
Страроманзырский заказник — ботанический заказник, расположенный в Болградском районе Одесской области Украины вблизи села Лесное, на границе с Молдавией.
Площадь — 128 га.
Создан постановлением Совета министров УССР от 28 октября 1974 г. № 500. Административно подчинён Бородинскому лесничеству.
Заказник создан для охраны ландшафтной степной дубравы, в которой произрастает более 50 видов экзотических растений, в том числе: айлант, каркас, можжевельник виргинский, скумпия, софора и другие.